# Moosie Drier
Moosie Drier (Chicago, Illinois, 6 de agosto de 1964) es un actor estadounidense. Es mejor conocido por haber interpretado a Adam Landers en Oh, God! y Riley en Kids Incorporated. Drier tuvo apariciones recurrentes en los programas de televisión Rowan & Martin's Laugh-In y The Bob Newhart Show.

## Biografía y carrera
Drier nació en Chicago, pero se crio en California. Su nombre se debe al exjugador de los Yankees de Nueva York Bill "Moose" Skowron, quien era amigo de su padre. Asistió a US Grant High School, Van Nuys, California.
Drier comenzó su carrera televisiva como actor recurrente en Rowan & Martin's Laugh-In desde mediados de la tercera temporada hasta la última temporada en 1973, presentando un segmento llamado "Kid News for Kids". Su primer papel dramático fue como un niño sordo en dos episodios de 1972 de Lassie. Durante este período, Drier tuvo papeles cinematográficos en la comedia de Jack Lemmon de 1972, The War Between Men and Women, la comedia de Barbra Streisand de 1972 Up the Sandbox, y las comedias hechas para televisión Roll, Freddy, Roll!. (1974) y All Together Now (1975). En 1977, fue elegido para participar en la película Oh, God!, protagonizada por John Denver y George Burns. A esto le siguió un papel destacado en la biografía cinematográfica de Alan Freed American Hot Wax (1978), en la que Drier, siendo un adolescente, relata con tristeza su reacción a la muerte de Buddy Holly.
A los 10 años, Drier comenzó a actuar como actor de voz para un personaje regular en These Are the Days de ABC en 1974. Otros papeles televisivos recurrentes que realizó incluyen a Howie Borden, el hijo de Howard (Bill Daily) en The Bob Newhart Show, y en la serie de corta duración de CBS Executive Suite como B.J. Koslo. Hizo apariciones en The Waltons (1973), Adam-12 (1973), Apple's Way (1974), Police Story (3 episodios, 1974-1975), Emergency! (2 episodios; 1975), Doc (1975), Little House on the Prairie (1976), CHiPs (1980), Family Ties (1983), Kids Incorporated (1984), Diff'rent Strokes (1986), The A-Team (1986), Highway to Heaven (1986), Blacke's Magic (1986), Cagney & Lacey (1986), Hunter (1986), Just the Ten of Us (1988), The Munsters Today (1990), y Jack & Jill (2000).
Durante el comienzo de su carrera como actor, Drier también apareció en tres especiales Afterschool de ABC, en uno de los cuales, Hewitt's Just Different, Drier tuvo un papel principal como Willie Arthur, el amigo del personaje principal con discapacidad. Entre sus papeles de finales de la década de 1970 y principios de la de 1980 se incluyen When Every Day Was the Fourth of July (1978) y el thriller de Peter Benchley Hunters of the Reef (1978). Drier se destacó por realizar muchos papeles adolescentes, principalmente en dramas biográficos. Por ejemplo, Drier interpretó a un joven Mickey Rooney en la biografía de Judy Garland de 1978 Rainbow. En 1978, también se filmó Charlie and the Great Balloon Chase, una película para televisión dirigida por Jack Albertson, la cual no se llegó a estrenar hasta tres años después. En la película para televisión de 1980 Homeward Bound, interpretó a un adolescente con una enfermedad terminal, Bobby Seaton, que pasa sus últimas vacaciones de verano arreglando su relación con su padre, Jake, interpretado por David Soul.
A finales de la década de 1990, Drier aceptó papeles menores en los thrillers de ciencia ficción Velocity Trap (1997) y Storm (1999). Desde el año 2000, se ha especializado en trabajos de doblaje en películas como Teaching Mrs. Tingle (1999), American Beauty (1999), What Lies Beneath (2000), Shrek (2001), 40 Days and 40 Nights (2002), The Shape of Things (2003), El libro de la selva 2 (2003), El rey león 3: Hakuna Matata (2004), The Chronicles of Riddick (2004), Hauru no ugoku shiro (Eng: El castillo ambulante ) en 2004, y Madagascar (2005).
Drier dirigió varios episodios de series como Reba (2005) y Too Late with Adam Carolla (2005). También dirigió un musical infantil muy bien recibido, Precious Piglet and Her Pals, en el Teatro Whitefire en Sherman Oaks, así como el aclamado Love Like Blue en 2007, también en el Teatro Whitefire.

## Filmografía

### Televisión
- 1968: Rowan & Martin's Laugh-In: Actor recurrente (1971-1973)
- 1972: Lassie: Tommy
- 1972: Here Comes the Judge: Niño
- 1972: The Bob Newhart Show: Personaje recurrente: Howie Borden (1972-1977)
- 1973: The Waltons: Georgie
- 1973: Adam-12: Dennis Wingard
- 1974: Apple's Way:  Craig Carlson
- 1974: Runaways (especial de televisión): Freddie Britton
- 1974: These Are the Days (voz)
- 1974: Roll, Freddy, Roll!: Tommy Danton
- 1975: Police Story: Mike Brenner, Kevin Prescott
- 1975: All Together Now: Rafe
- 1975: Doc: Michael
- 1975: Emergency!: Rick Jenkins
- 1976: Little House on the Prairie: Barrett de niño
- 1976: Executive Suite: B.J. Koslo (personaje recurrente)
- 1977: Hewitt's Just Different (especial de televisión): Willie Arthur
- 1977: It Happened at Lakewood Manor: Tommy West
- 1978: When Every Day Was the Fourth of July (especial de televisión): Howie Martin
- 1978: Rainbow: Mickey Rooney
- 1980: Homeward Bound (película de televisión)[2]
- 1980: CHiPs: Wayne
- 1981: Charlie and the Great Balloon Chase (película de televisión): Morris O'Neill (producida en 1978)
- 1983: Andrea's Story: A Hitchhiking Tragedy (especial de televisión): David
- 1983: Family Ties: Arnie
- 1984: Kids Incorporated: Riley (1984-1988)
- 1986: Diff'rent Strokes: John
- 1986: The A-Team: Bobby Sherman
- 1986: Highway to Heaven:  Tim Charles Jr.
- 1986: Blacke's Magic: Dale
- 1986: Cagney & Lacey: Gorham
- 1986: Hunter: Phillip Epperson
- 1988: Just the Ten of Us: Warren
- 1990: The Munsters Today: Chico
- 2000: Jack & Jill

### Filmografía (actor)
- 1972: The War Between Men and Women: David Kozlenko
- 1972: Up the Sandbox: Billy
- 1973: The Toy Game: Matthew Norris
- 1977: Oh, God!: Adam Landers
- 1978: American Hot Wax: Artie Moress, presidente del club de aficionados de Buddy Holly
- 1980: The Hollywood Knights: Moosie
- 1989: The 'burbs: Voz
- 1997: Velocity Trap: Oficial de policía
- 1999: Storm: Voz del radar
- 2018: Charming: Voces adicionales

### Filmografía (director)
- 1988: Kids Incorporated (televisión): Episodio: Kahuna Kids
- 2005: Reba (televisión)
- 2005: Too Late with Adam Carolla (televisión)
- 2009: The Peacemaker (piloto de televisión)

### Teatro (director/productor)
- 2005: Precious Piglet and Her Pals
- 2007: Love Like Blue
- 2012: Cat on a Hot Tin Roof
- 2013: God of Carnage
- 2014: Hollywood Shorts, Lend Me a Tenor, Littlest Angel
- 2015: Hollywood Shorts, Dead Pilots Society, Hound of the Baskervilles